# Polgárdi
Polgárdi este un oraș în districtul Polgárd, județul Fejér, Ungaria, având o populație de 6.831 de locuitori (2011). 

## Demografie
Componența etnică a orașului Polgárdi
     Maghiari (97,77%)
     Necunoscut (0,55%)
     Alții (1,68%)
Componența confesională a orașului Polgárdi
     Romano-catolici (32,24%)
     Fără religie (18,12%)
     Reformați (11,74%)
     Necunoscută (36,47%)
     Alte religii (2,11%)
Conform recensământului din 2011, orașul Polgárdi avea 6.831 de locuitori. Din punct de vedere etnic, majoritatea locuitorilor (97,77%) erau maghiari. Apartenența etnică nu este cunoscută în cazul a 0,55% din locuitori. Nu există o religie majoritară, locuitorii fiind romano-catolici (32,24%), persoane fără religie (18,12%) și reformați (11,74%). Pentru 36,47% din locuitori nu este cunoscută apartenența confesională.